# Balduin III av Flandern
Balduin III av Flandern, född 940, död 962, var regerande greve av Flandern från 958 till 962.